# Rickenella
Rickenella Raithelh. (spinka) – rodzaj grzybów z rodziny Rickenellaceae. W Polsce występują dwa gatunki.

## Charakterystyka
Owocniki pępówkowate, grzybówkowate, małe (o średnicy do 20–30 mm), nieznacznie owłosione. Blaszki krótko lub wyraźnie zbiegające, czasami wystające i zbiegające z zębem. Trzon centralny, nieznacznie owłosiony z grzybnią u podstawy. Wysyp zarodników biały, zarodniki elipsoidalne do cylindrycznych lub łezkowatych, nieamyloidalne, lekko cyjanofilne. W hymenium są cystydy hymenialne, występują także pilocystydy i kaulocystydy. Strzępki tramy niedekstrynoidalne, często złożone z krótkich, elipsoidalnych do wrzecionowatych elementów. Skórka kapelusza typu cutis z licznymi pilocystydami. Trama blaszek regularna do nieregularnej, złożona z silnie napęczniałych elementów, zwężonych przy przegrodach. Na strzępkach obecne sprzążki.
Grzyby saprotroficzne niezlichenizowane, tworzące owocniki ojedynczo lub w grupach w miejscach trawiastych i mszystych, czasami są także słabymi pasożytami mchów i wątrobowców. Są szeroko rozpowszechnione we wszystkich regionach Europy, prawdopodobnie występują na całym świecie.

## Systematyka i nazewnictwo
Pozycja w klasyfikacji według Index Fungorum: Rickenellaceae, Hymenochaetales, Incertae sedis, Agaricomycetes, Agaricomycotina, Basidiomycota, Fungi.
Takson utworzył Jörg H.Raithelhuber w 1973 roku. Polską nazwę nadał Władysław Wojewoda w 1987 r., Barbara Gumińska opisywała ten rodzaj pod polską nazwą rickenella. Synonim nazwy naukowej: Jacobia Contu.
Gatunki występujące w Polsce:
- Rickenella fibula (Bull.) Raithelh. 1973 – spinka pomarańczowa
- Rickenella mellea (Singer & Clémençon) Lamoure 1979 – spinka miodowa

Nazwy naukowe na podstawie Index Fungorum. Nazwy polskie według Władysława Wojewody.